# Norbert Apjok
Apjok Norbert (n. 19 octombrie 1989, Baia Mare, România) este un deputat român, ales în 2016 în Maramureș pe listele Uniunii Democrate Maghiare din România (UDMR). 